# AGA
AGA er en svensk industrivirksomhed, der producerer industri- og specialgasser. Virksomheden udvikler desuden nye anvendelsesmuligheder for gas. Virksomheden er en del af Linde AG, som i dag verdens førende gas- og ingeniørvirksomhed med omkring 50.000 medarbejdere i mere end 70 lande over hele verden. Manden bag AGA var Gustaf Dalén, som var én af århundredets store opfindere, hvis fantastiske resultater – og skæbnesvangre eksperimenter – med gasser og luftarter i 1912 gav ham Nobelprisen i fysik. En del produkter har set dagens lys i AGA’s 100-årige historie; fra et Aga-fyr, hvis belysning brugtes langs Panamakanalen over AGA-bilen og AGA-komfuret til AGA radio- og TV-apparater, og i 2009 en danskvandsmaskine.
| Firma | Spire Denne artikel om et firma eller en virksomhed i Sverige er en spire som bør udbygges. Du er velkommen til at hjælpe Wikipedia ved at udvide den. |